# Artur Saternus
Artur Saternus, także Arthur Saternus (ur. 10 maja 1892 w Świętochłowicach, zm. 24 czerwca 1970 w Angicourt) – niemiecki dziennikarz, autor i tłumacz.

## Życie i praca
Saternus był żonaty z Marfą Saternus. Pod koniec marca 1933 opuścił dom i wyemigrował do Francji. Później mieszkał w Budapeszcie, przed powrotem do Niemiec w 1948 roku. Od 1965 ostatnie lata życia spędził we Francji, gdzie zmarł i został pochowany.
Saternus studiował ekonomię i od najmłodszych lat interesował się polityką. W 1919 został redaktorem ekonomicznym „Vorwärts” w Berlinie, a w 1928 przejął dział związków zawodowych i biznesu we Frankfurcie nad Menem dla „Volksstimme”. W 1930 został po raz pierwszy redaktorem naczelnym „Schwäbische Tagwacht” w Stuttgarcie.
Oprócz swojej pracy jako dziennikarz i pisarz, pracował również jako tłumacz. Podczas pobytu na Węgrzech przetłumaczył kilka książek Sándora Márai z języka węgierskiego na język niemiecki. Po powrocie do Niemiec pracował w „⁣World of Work” w Kolonii. Kierował nim od początku jego powstania w 1950 r. do jesieni 1957 r. włącznie i przed wyjazdem otrzymał Wielki Krzyż Zasługi.

## Prace
- 1920: Przemysł ciężki w czasie wojny i po wojnie
- 1924: Taryfy i moc produkcyjna. Kwestia celna jako problem polityki produkcyjnej po stabilizacji rynku
- 1930: Zniewolenie czy wolność?
- 1941: Obecne wrażenia z osobowości i twórczości Stefana Széchenyiego: jego spotkania z Friedrichem Listem
- 1959: Związki i prasa, w: Union for Monthly Magazines, Bonn 10/1959: 587-592.[1]
- 1962 :Spleśniały romans niemieckiego konserwatyzmu, w: Union for Monthly Issues, Bonn 13/1962: 620-622.[2]
- 1963: Nie ma budowy Europy bez planowania, w: Związek miesięczników, Bonn 14/1963.[3]
- 1964: Linia Odry i Nysy w niemieckiej polityce zagranicznej, w: Unia miesięczników, Bonn 15/1964, ISSN 0016-9447.

## Tłumaczenia
- 1944: Rosa Ignaz: miedziane pieniądze. Powieść z Transylwanii, przeł. Arthur Saternus, Hallwag, Berno 1944.
- 1944: Josef Babay: Kij z drzewa różanego, tłum. Arthur Saternus, Verlag Walter, Olten 1944.
- 1947: Sándor Márai: Zazdrosni, tłum. Arthur Saternus, Hallwag, Berno 1947.
- 1955: Sándor Márai: Muzyka we Florencji, tłum. Arthur Saternus, szwajcarski lekarz i wydawnictwo, Zurych 1955.
- 2000: Sándor Márai: Wiatr wieje z zachodu. Amerykańskie zdjęcia z podróży, przeł. Artur Saternus, 2. Wydanie, Langen Müller, Monachium 2000.